# Ed Fast
Pour les articles homonymes, voir Fast (homonymie).
Edward D. Fast alias Ed Fast (né le 18 juin 1955 à Winnipeg, Manitoba) est un homme politique et un avocat canadien. Il est actuellement député de la circonscription britanno-colombienne d'Abbotsford à la Chambre des communes du Canada. À l'élection fédérale canadienne de 2006, il a obtenu 63,26 % des suffrages.

## Biographie
Après avoir obtenu un diplôme en droit à l'Université de la Colombie-Britannique, il a créé sa propre firme en droit, se spécialisant dans le droit corporatif, commercial et immobilier. 
Élu au conseil scolaire d'Abbotsford en 1985, il est devenu membre du conseil municipal d'Abbotsford en 1996, servant à titre de vice-maire pendant neuf ans.